# Битка код Бривеге
Битка код Бривеге одиграла се 8. децембра 1710. током Рата за шпанско наслеђе. Француско-шпанске снаге однеле су победу над британским снагама које је предводио Џејмс Стенхоп. Британске снаге су опкољене и Стенхоп је заробљен. Само мали део британских снага се пробио ка Барселони. Ова битка била је још један тежак ударац за Хабзбурге у Шпанији чији је положај још раније био уздрман.